# Obnoží
Obnoží je osada, která náleží k obci Strašín v okrese Klatovy. Leží v katastrálním území Nahořánek v nadmořské výšce asi 670 m n. m. a stojí v ní čtyři stavení (čp. 17, 19, 21 a 23).
Pod osadou pramení Novosedelský potok a východně od ní se kolem potoka rozkládá přírodní rezervace Na Volešku. Do osady vede od silnice II/172 místní komunikace, severně od osady leží rybníček.

## Fotogalerie

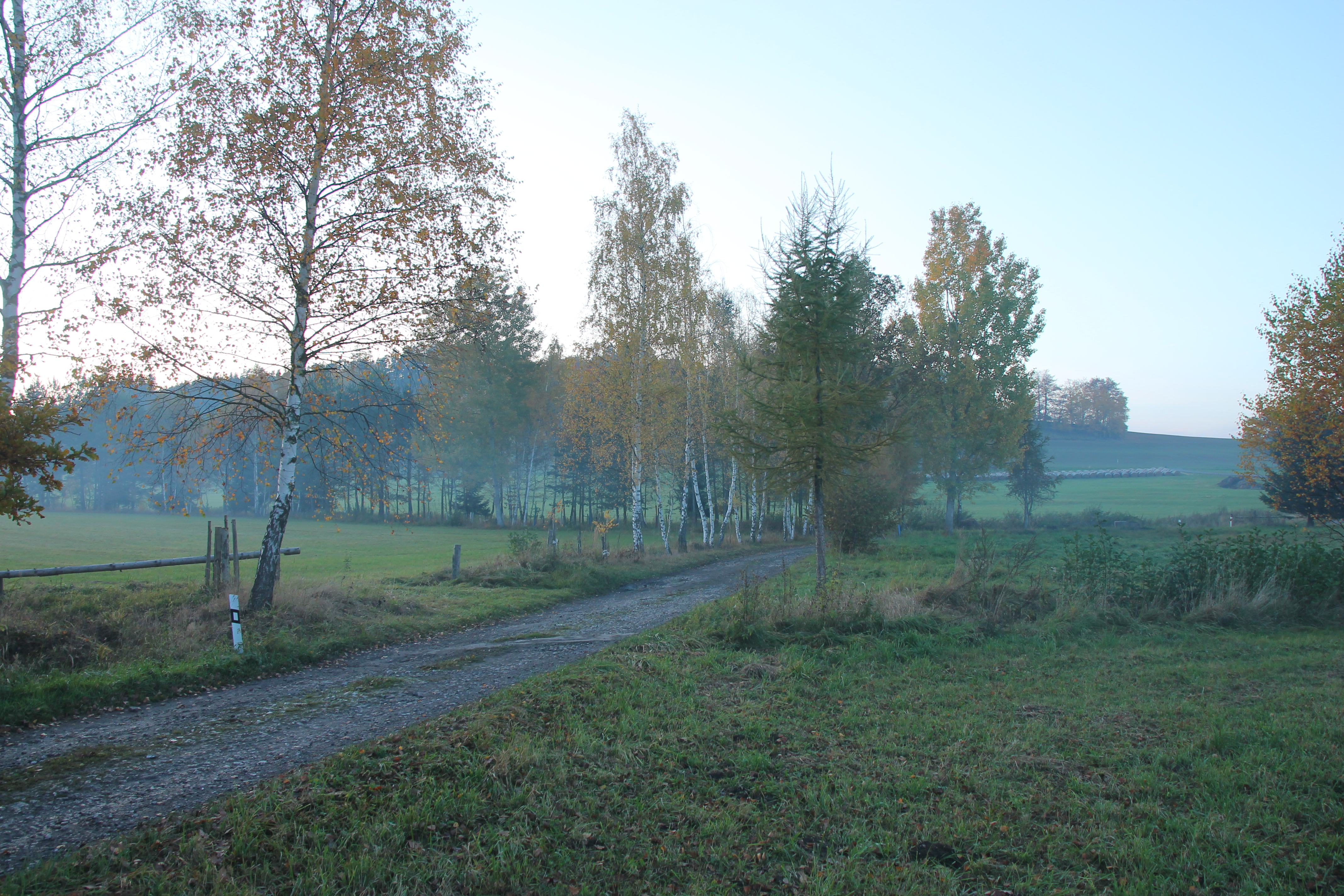
Příjezdová cesta
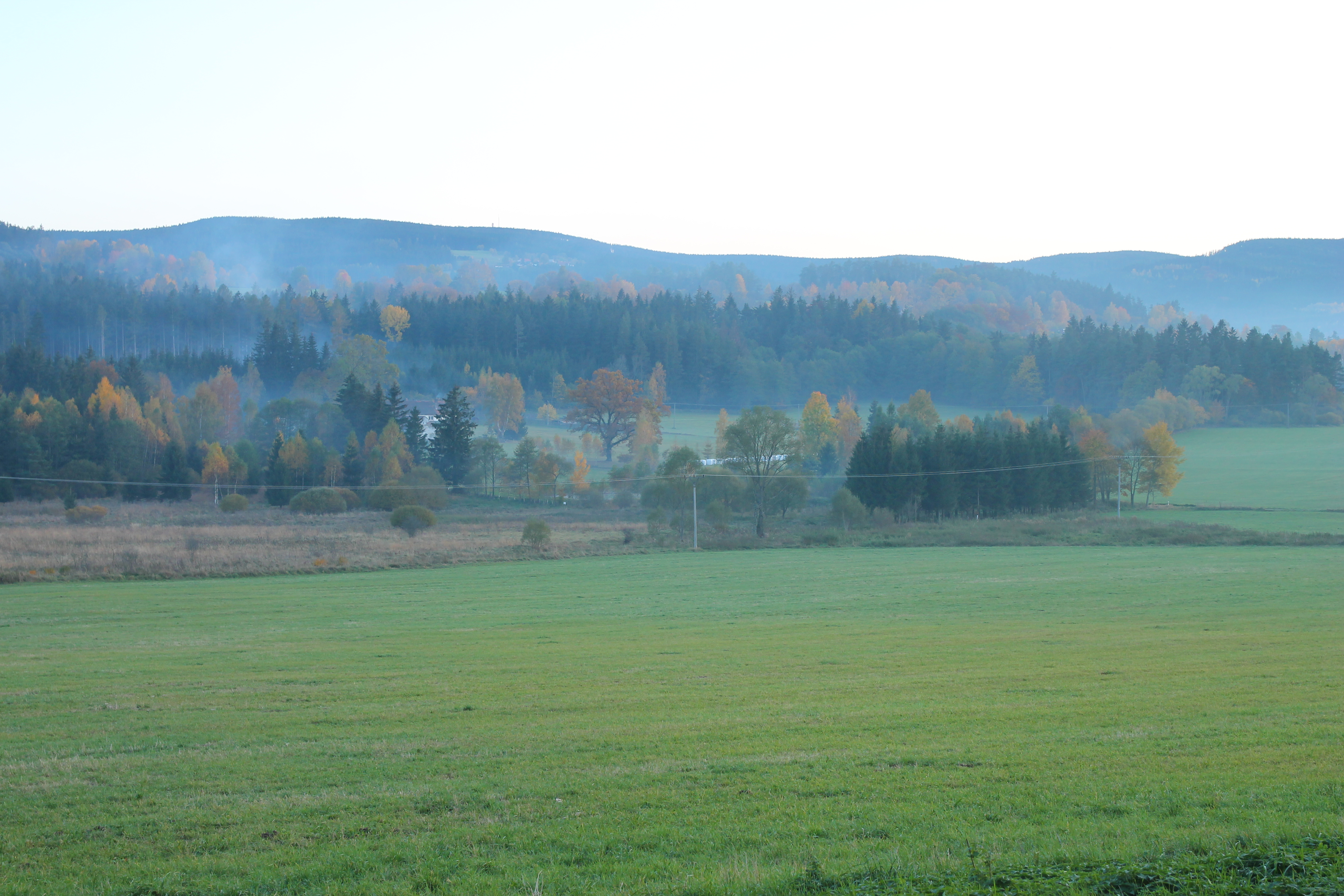
Obnoží z hlavní silnice
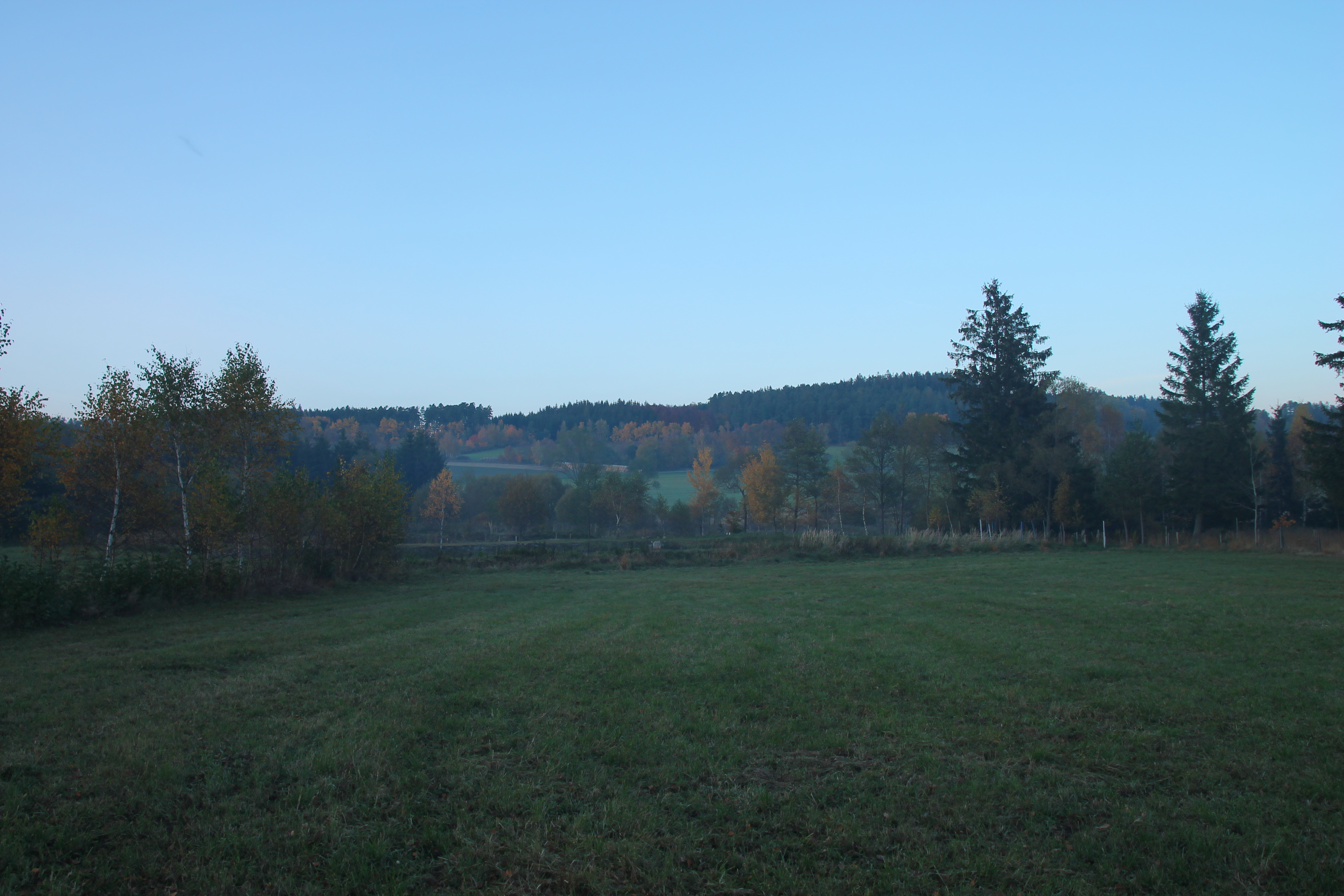
Louka u rybníka
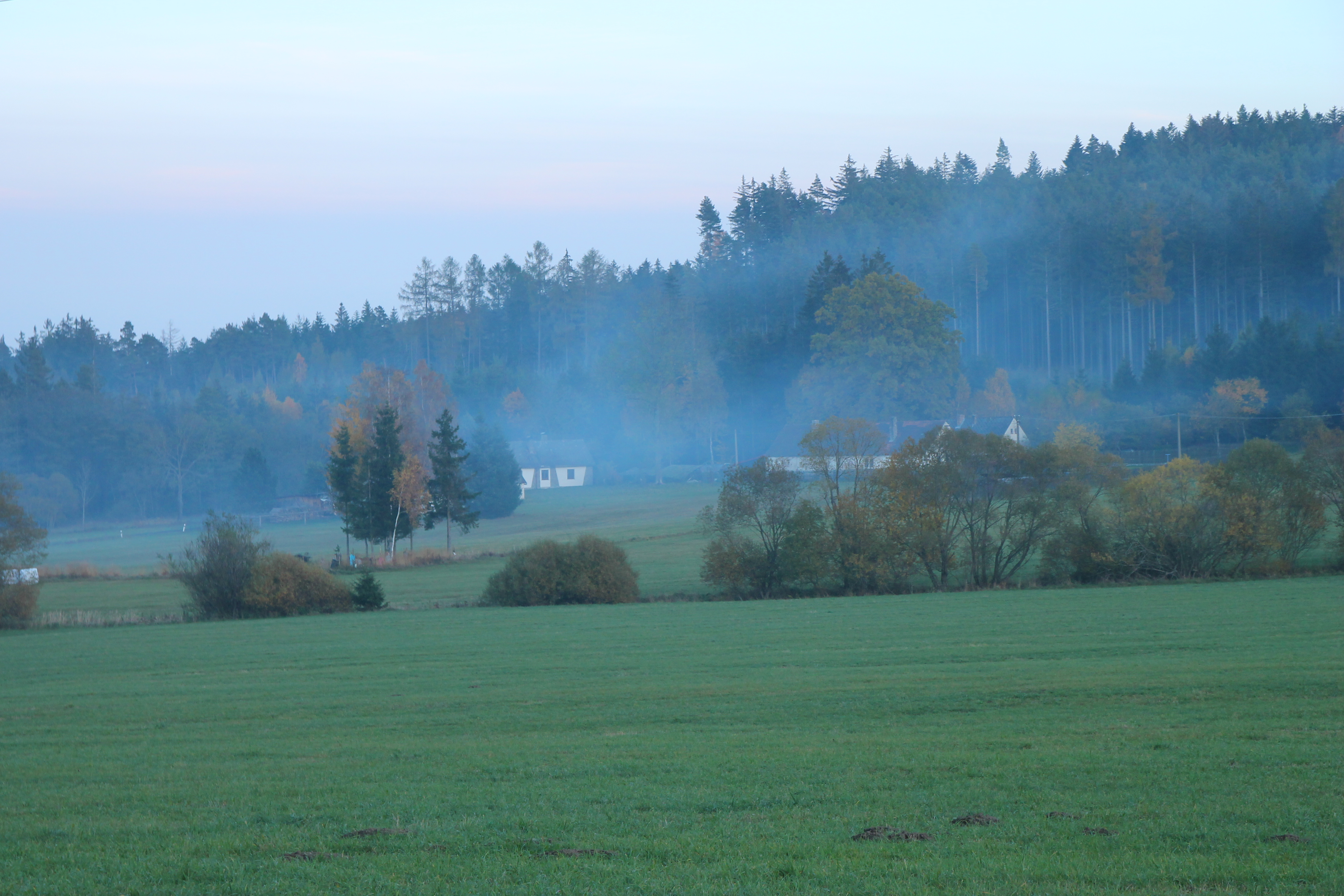
Obnoží od východu